# Koen Petersen
Koen Petersen (Haarlem, 18 september 1968) is een Nederlands politicus namens de VVD en mediapersoonlijkheid over Amerikaanse politiek.

## Biografie
Petersen studeerde politicologie aan de Vrije Universiteit (1987-1991) en Amerikanistiek aan de Universiteit van Amsterdam (1991-1993). 
Na zijn studies bekleedde hij diverse managementfuncties bij bedrijven zoals Procter & Gamble (1994-2000), Reed Elsevier (2000-2010) en Jacobs Douwe Egberts (2012-2019). Van november 2019 tot mei 2024 was hij Chief Operating Officer (COO) bij MAAS International, een Nederlands koffiebedrijf. Sinds 1 november 2024 biedt hij advisering, coaching en toezicht aan binnen het bedrijfsleven en de non-profitsector als zelfstandig adviseur bij Becking Petersen.
Bij de Eerste Kamerverkiezingen van 2023 stond Petersen op de vierde plaats van de kandidatenlijst van de VVD, wat voldoende was om gekozen te worden. Op 13 juni 2023 werd hij geïnstalleerd als lid van de Eerste Kamer. Binnen de Eerste Kamer is hij sinds 25 september 2024 voorzitter van de Commissie voor Buitenlandse Zaken, Defensie en Ontwikkelingshulp (BDO). Tevens maakt hij deel uit van het fractiebestuur van de VVD als penningmeester, een functie die hij sinds zijn aantreden in de Eerste Kamer vervult.
Naast zijn politieke werkzaamheden is Petersen actief als auteur en publicist. Sinds 2012 schrijft hij voor EW (voorheen Elsevier Weekblad) en heeft hij diverse boeken over de Amerikaanse politiek gepubliceerd, waaronder "Einddoel Witte Huis" (2012), "Showtime!" (2016) en "In de aanval!" (2020).  Als analist en spreker deelt hij zijn expertise over de Amerikaanse en internationale politiek ook regelmatig op radio en televisie. 
Petersen is betrokken bij maatschappelijke organisaties en vervult verschillende toezicht- en bestuursrollen, waaronder lid van de Raad van Toezicht van het Nationaal Fonds Kinderhulp (sinds 1 januari 2021),bestuurslid van de Stichting Parlementaire Geschiedenis (sinds 18 oktober 2024) en lid van het Curatorium Prof.mr. B.M TeldersStichting (sinds 18 oktober 2024). 
Koen Petersen is sinds 7 november 2024 aangesteld als verkenner voor de gemeente Bergen in Noord-Holland. In deze rol onderzoekt hij de oorzaken van de verstoorde bestuurlijke verhoudingen binnen de gemeente. Zijn bevindingen zal hij op 31 januari 2025 presenteren aan de commissaris van de Koning.

## Privé
Petersen woont in Amsterdam en heeft een achtergrond in een ondernemersgezin. Zijn interesse in zowel Nederlandse als internationale politiek werd gewekt tijdens zijn actieve periode bij de JOVD en de VVD. 
Pim van Ballekom · Jan Anthonie Bruijn · Marian Kaljouw · Tanja Klip-Martin · Marjolein van der Linden · Henk Jan Meijer · Koen Petersen · Cees van de Sanden · Karin Straus · Rian Vogels
- Parlement.com: vm08cdil8kid
- Virtual International Authority File: 280135639